# Krk (by)
 Ikke at forveksle med Krk.
Krk (italiensk: Veglia, chakavisk: Velja) er den vigtigste bosættelse på øen Krk, i Adriaterhavet, Kroatien.

## Karakteristika
Den ligger på øens sydvestkyst og er det historiske sæde for det Bispedømmeet Krk.
Byen er ældgammel og blandt de ældste i Adriaterhavet. Den har været beboet uafbrudt siden oldtiden, blandt andet af illyrerne og senere romerne, og var engang en del af det byzantinske thema  Dalmatien, efter at det Vestromerske Rige var faldet til barbarerne.
Der kan stadig ses romerske ruiner  i nogle dele af byen, for eksempel mosaikker i husene. Byen har også bevaret mange middelalderlige fæstningsværker, herunder Frankopan Castle tæt på Kamplin-parken, og en del af bymuren, der blev bygget i de fem århundreder, hvor Republikken Venedig regerede byen.
Hovedtorvet i den gamle bydel hedder Kamplin, som er afledt af det latinske ord campus, der betyder mark. I romertiden lå der et træningsområde her tæt på de romerske kurbade. Resterne af tempelsøjlerne på pladsen vidner om en stor bygning fra romertiden.

## Gallery
- Krk gamle bydel
- Huse i Krk
- Både i havnen
- Markedspladsen
- Kamplinpladsen
- Bypark
- Himmelfartskirken
- Kamplinpladsen i turistsæsonen